# Nightlife
Nightlife és l'onzè àlbum (el setè de material nou) del grup anglès de pop electrònic Pet Shop Boys. Va aparèixer l'any 1999.
Després de la promoció del seu anterior àlbum, l'eclèctic Bilingual, i mentre col·laboraven amb Jonathan Harvey en l'elaboració d'un musical, Lowe i Tennant van compondre material suficient per publicar un nou treball, dedicat a la nit i a les activitats nocturnes, i que per això va rebre el títol de Nightlife. Aquest disc es caracteritzà, musicalment, per un retorn a les arrels electròniques i ballables dels PSB, ja des de la peça que obre el disc, «For your own good», amb tocs trance, i el primer senzill, «I don't know what you want but I can't give it anymore», més orientat cap al so dance. «New York City Boy» és un tema amb influències del so disco, mentre el synthpop de «You only tell me you love me when you're drunk» inclou una part solista de guitarra propera al country. Aquesta cançó va inspirar el títol del llibre de contes d'Empar Moliner i Ballesteros T'estimo si he begut.
En aquest àlbum hi col·laborà la cantant australiana Kylie Minogue, que cantà a duet amb Neil Tennant al tema «In denial», on Neil Tennant interpreta el paper d'un pare que confessa a la seva filla (Kylie) la seva homosexualitat. Nightlife mostra un nou canvi en la imatge dels Pet Shop Boys: inspirats en fonts tan diverses com el teatre japonès o la cultura punk, durant la promoció del disc Lowe i Tennant van lluir vestits llargs, perruques grogues i ulleres de sol. Per a la gira posterior, els PSB comptaren amb l'ajut de la dissenyadora Zaha Hadid.
Als Estats Units, l'àlbum fou posat a la venda en una edició limitada en doble CD, amb un segon disc addicional de remescles i cares B.

## Temes

### 7243-5-21857-1
1. For your own good – 5,12
2. Closer to Heaven – 4,07
3. I don't know what you want but I can't give it any more – 5,09
4. Happiness is an option – 3,48
5. You only tell me you love me when you're drunk – 3,12
6. Vampires – 4,43
7. Radiophonic – 3,32
8. The only one – 4,21
9. Boy strange – 5,10
10. In denial (duet amb Kylie Minogue) – 3,20
11. New York City Boy – 5,16
12. Footsteps – 4,24

### Edició especial nord-americana
1. Ghost of myself – 4,02
2. Casting a shadow – 4,36
3. Je t'aime... moi non plus (duet amb Sam Taylor-Wood) – 4,14
4. Silver age – 3,30
5. Screaming – 4,51
6. I don't know what you want but I can't give it any more (The Morales Remix) – 7,44
7. I don't know what you want but I can't give it any more (Felix da Housecat 80 Witness Mix) – 7,37
8. New York City boy (The Superchumbo Uptown Mix) – 9,43
9. New York City boy (The Almighty Definitive Mix) – 6,29
10. New York City boy (The Thunderpuss 2000 Club Mix) – 10,52
11. New York City boy (The Lange Mix) – 7,06

## Senzills
1. I don't know what you want but I can't give it anymore / Silver age / Screaming (19 de juliol de 1999).
2. New York City Boy / Ghost of myself / Cast a shadow (27 de setembre de 1999)
3. You only tell me you love me when you're drunk / Lies / Sail away (3 de gener de 2000)

## Dades
- Pet Shop Boys són Neil Tennant i Chris Lowe.
- Pete Gleadall: Programacions als temes 1, 4, 7 i 9, i programacions addicionals al tema 3.
- Mark Bates: Teclats addicionals als temes 1, 7 i 9.
- Pauline Taylor: Veus addicionals al tema 1.
- Stephen Hilton: Programacions i teclats addicionals als temes 2, 5, 6, 8, 10 i 12.
- Richard T. Norris: Programacions i teclats addicionals als temes 2, 6 i 12.
- Joey Mosk: Programacions de teclats al tema 11.
- Pete "Ski" Schwartz: Teclats addicionals als temes 2 i 12. Teclats, programacions i arranjaments orquestrals al tema 3.
- Craig Armstrong: Arranjaments orquestrals als temes 2, 5, 6, 8, 10 i 12. Arranjaments corals als temes 10 i 12. Teclats addicionals als temes 2, 5, 6 i 10. Piano als temes 5, 6, 8 i 10. Piano addicional al tema 12. Vocoder al tema 8.
- Pete Lockett: Percussió al tema 2, 6, 8 i 12.
- Kate St John: Oboe al tema 4.
- B. J. Cole: Guitarra al tema 5.
- Scott J Fraser: Baix als temes 5, 6, 8 i 12.
- Sylvia Mason-James: Veus addicionals al tema 4.
- Audrey Wheeler: Veus addicionals al tema 3.
- Ali MacLeod: Guitarra als temes 2, 5, 6 i 12.
- J.B. Henry: Veus addicionals als temes 8 i 12.
- Malcom Hyde-Smith: Percussió al tema 9.
- Paul Herman: Guitarra al tema 9.
- Andy Ganagadeen: Bateria al tema 9.
- Kylie Minogue: Veu al tema 10.
- Vincent Montana Jr.: Arranjaments de corda i metall, i direcció al tema 11.
- Carlos Gomez: Percussió al tema 11.
- Gene Perez: Baix al tema 11.
- Danny Madden: Arranjaments vocals i direcció al tema 11.
- Steve Abrams, Billy Cliff, Keith Flutt i John James: Veus addicionals al tema 11.
- Tessa Niles i Carol Kenyon: Veus addicionals al tema 12.
- Orquestra Filharmònica de Londres: Orquestra als temes 2, 5, 6, 10, i 12.
- Metro Voices: Cors als temes 10 i 12.